# Alexandre Simoni

Alexandre Torres Simoni (São Paulo, 2 de julho de 1979) foi um tenista brasileiro. 
Atualmente é professor e treinador de tênis no Clube Esportivo Helvetia , em São Paulo, onde vive.

## Retrospecto
- Melhor ranking 96° da corrida
- Melhor ranking juvenil 23° pela ITF
- Melhores Resultados Semifinais em Bogotá e Salvador em 2001
- Copa Davis: duas vitórias e três derrotas.